# Today Was a Fairytale
Today Was a Fairytale är en countrypoplåt av den amerikanska sångerskan Taylor Swift, släppt för att marknadsföra filmen Valentine's Day soundtrack. Lyriskt talar sången om en romans med en metafor saga, ungefär som hennes tidigare singel "Love Story". Låten släpptes digitalt på Itunes den 19 januari 2010.

## Listplaceringar och certifieringar
"Today Was a Fairytale" debuterade som #2 på Billboard Hot 100 listan. Låten sålde 325,000 nedladdningar under sin första vecka, och bröt därmed rekordet för "best first-week download sales by a female artist". Rekordet innehades tidigare av Britney Spears låt Womanizer, som sålde 286,000 nedladdningar under den första veckan.
Det här är Taylors sjätte Topp 10 singel på Hot 100.

### Topplistor
| Lista (2010)                       | Topplacering |
| ---------------------------------- | ------------ |
| Australian Singles Chart           | 3            |
| Canadian Hot 100                   | 1            |
| Japan Hot 100                      | 63           |
| Irish Singles Chart                | 41           |
| New Zealand Singles Chart          | 29           |
| UK Singles Chart                   | 57           |
| U.S. Billboard Hot 100             | 2            |
| U.S. Adult Contemporary            | 21           |
| U.S. Hot Country Songs             | 41           |
| U.S. Mainstream Top 40 (Pop Songs) | 20           |

### Certifieringar
| Land       | Certifiering |
| ---------- | ------------ |
| Australien | Platina      |
| USA        | Platina      |